# Liliana Segre
Liliana Segre, född 10 september 1930 i Milano, är en italiensk livstidssenator. Hon blev utnämnd av Italiens president Sergio Mattarella den 19 januari 2018.
Liliana föddes i en judisk familj år 1930. Hon utvisades från sin skola vid en ung ålder efter kungörandet av de italienska raslagarna år 1938. År 1943 arresterades hon och många i hennes familj och skickades till koncentrationslägret Birkenau. Efter år 1990 började hon att tala öppet, särskilt till yngre människor, om sina upplevelser.